# 1900年パリオリンピックのドイツ選手団
1900年パリオリンピックのドイツ選手団（1900ねんパリオリンピックのドイツせんしゅだん）は、1900年5月14日から10月28日にかけてフランスの首都パリで開催された1900年パリオリンピックのドイツ選手団、およびその競技結果。

## 概要
今大会は金メダル4個、銀メダル2個、銅メダル2個の合計8個のメダルを獲得した。

## メダル
| メダル | 選手名                     | 競技 | 種目           |
| ------ | -------------------------- | ---- | -------------- |
| 金     | エルンスト・ホッペンベルク | 競泳 | 男子200m背泳ぎ |